# Piruvat dehidrogenaza (acetil-transfer)
Piruvat dehidrogenaza (acetil-transfer) (EC 1.2.4.1, MtPDC (mitohondrijali piruvatni dehidogenazni kompleks), piruvatna dekarboksilaza, piruvatna dehidrogenaza, piruvatna dehidrogenaza (lipoamid), piruvatni dehidrogenazni kompleks, piruvat:lipoamid 2-oksidoreduktaza (dekarboksilacija i akceptor-acetilacija), piruvinsko kiselinska dehidrogenaza, piruvinska dehidrogenaza) je enzim sa sistematskim imenom piruvat:(dihidrolipoillizin-ostatak acetiltransferaza)-lipoillizin 2-oksidoreduktaza (dekarboksilacija, akceptor-acetilacija). Ovaj enzim katalizuje sledeću hemijsku reakciju
piruvat + [dihidrolipoillizinski ostatak acetiltransferaza] lipoillizin {\displaystyle \rightleftharpoons } [dihidrolipoillizin-ostatak acetiltransferaza] S-acetildihidrolipoillizin + CO2
Ovaj enzim sadrži tiamin difosfat. On je komponenta (sa višestrukim kopijama) multienzimskog kompleksa piruvatne dehidrogenaze u kome je vezan za molekul EC 2.3.1.12, dihidrolipoillizinski-ostatak acetiltransferaza, koji takođe vezuje vešestruke kopije enzima EC 1.8.1.4, dihidrolipoil dehidrogenaza. Ovaj enzim ne deluje na slobodni lipoamid ili lipoillizin, nego samo na lipoillizinski ostatak u EC 2.3.1.12.

## Literatura
- Nicholas C. Price; Lewis Stevens (1999). Fundamentals of Enzymology: The Cell and Molecular Biology of Catalytic Proteins (Third изд.). USA: Oxford University Press. ISBN 019850229X.
- Eric J. Toone (2006). Advances in Enzymology and Related Areas of Molecular Biology, Protein Evolution (Volume 75 изд.). Wiley-Interscience. ISBN 0471205036.
- Branden C; Tooze J. Introduction to Protein Structure. New York, NY: Garland Publishing. ISBN 0-8153-2305-0.
- Irwin H. Segel. Enzyme Kinetics: Behavior and Analysis of Rapid Equilibrium and Steady-State Enzyme Systems (Book 44 изд.). Wiley Classics Library. ISBN 0471303097.

## Spoljašnje veze
- Pyruvate+dehydrogenase+(acetyl-transferring) на 